# Metsadsor
Metsadsor (Մեծաձոր) är en ort i Armenien. Den ligger i provinsen Aragatsotn, i den västra delen av landet, 50 kilometer nordväst om huvudstaden Jerevan. Metsadsor ligger 2 066 meter över havet och antalet invånare är 159.
Terrängen runt Metsadsor är huvudsakligen kuperad, men österut är den bergig. Närmaste större samhälle är Talin, 14,5 kilometer väster om Metsadsor. 
Trakten runt Metsadsor består i huvudsak av gräsmarker. Runt Avtona är det ganska tätbefolkat, med 60 invånare per kvadratkilometer.